# ریچارد لیندزن
 ریچارد لیندزن (انگلیسی: Richard Lindzen؛ زاده ۸ فوریهٔ ۱۹۴۰) یک دانشمند اهل ایالات متحده آمریکا است.